# Tour de Mesopotamia
El Tour de Mesopotamia (llamado oficialmente: Tour of Mesopotamia) es una carrera profesional de ciclismo en ruta por etapas que se realiza en Turquía, fue creada en el 2018 y recibió la categoría 2.2 dentro de los Circuitos Continentales UCI formando parte del UCI Europe Tour.

## Palmarés
| Año  | Ganador            | Segundo            | Tercero          |           |
| ---- | ------------------ | ------------------ | ---------------- | --------- |
| 2018 | Nazim Bakirci      | Cristian Raileanu  | Kemal Küçükbay   |           |
| 2019 | Branislau Samoilau | Anass Aït El Abdia | Adne van Engelen |           |
| 2023 | cancelada          | cancelada          | cancelada        | cancelada |

## Palmarés por países
| País        | Victorias |
| ----------- | --------- |
| Turquía     | 1         |
| Bielorrusia | 1         |